# Prionotoma mixta
Prionotoma mixta là một loài bọ cánh cứng trong họ Cerambycidae.